# Arc espanyol de Galway

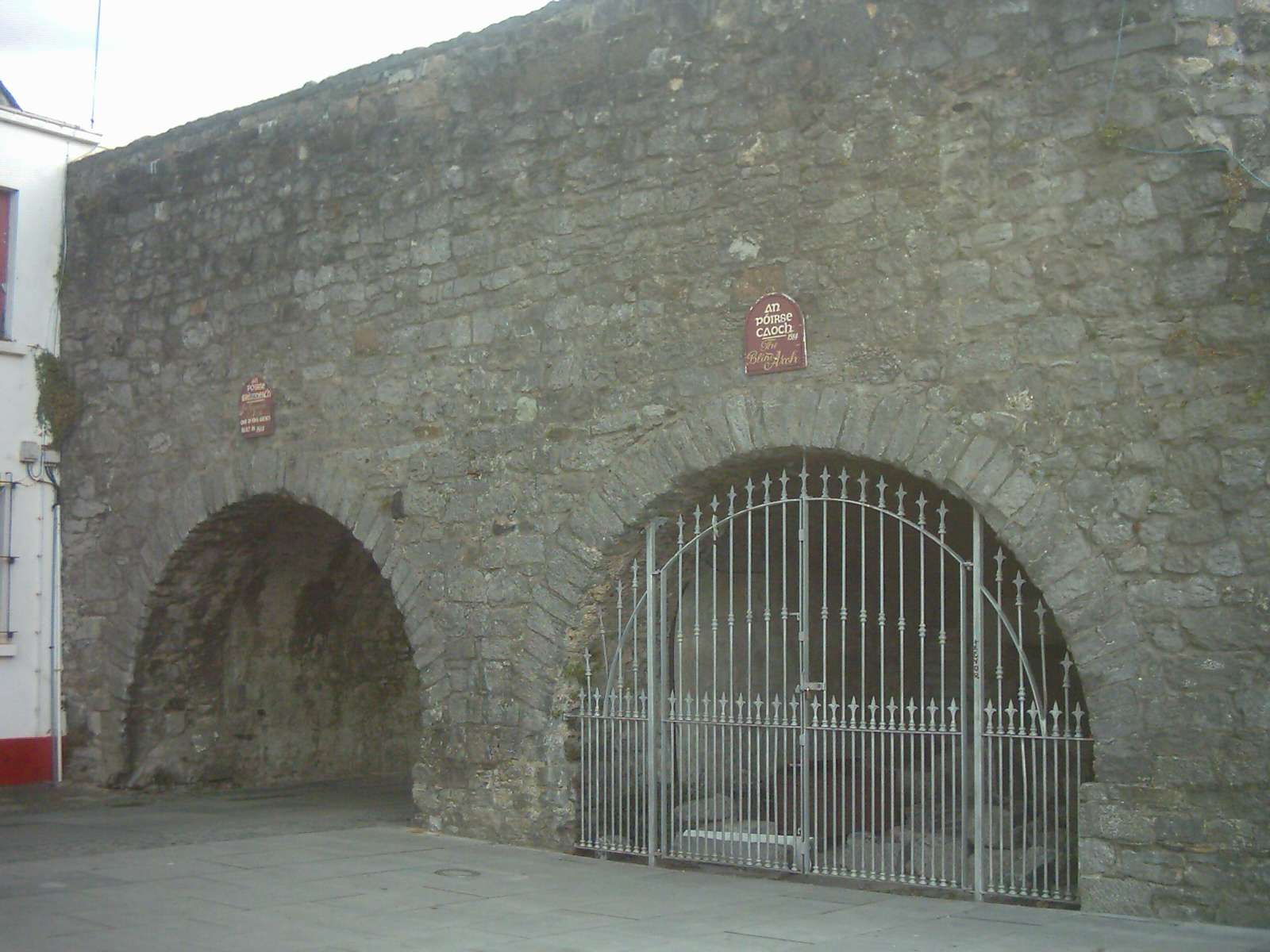
L'Arc espanyol pegat a la vora est del riu Corrib

L'Arc espanyol de Galway (Spanish Arch en anglès, Póirse Spainneach en irlandès) és una resta de muralla de la ciutat irlandesa de Galway. Abans de la construcció aquest punt es deia «Cap de la muralla» (the head of the wall en anglès, Ceann an bhalla en irlandès) i va mantenir aquest nom fins a una època recent. Originàriament era una extensió de la muralla que hi anava de la torre de Martin (Martin's Tower) a la vora esquerra del riu Corrib, just davant de Claddagh (a l'altra vora). Anteriorment durant un curt període va ser una escola fundada per Dominick Lynch Fitz-John.
| « | També va fundar una escola en el lloc del moll nomenat 'Can-a-bhalla, que posteriorment va ser convertit en fortificació. | » |

Van ser construïts al període 1584-1588. «El lloc Cean-na-bhalla, el moll va ser transformat en una fortificació i equipat amb grans canons.» «1588 Andrew Morris, alcalde. Patrick Kirwan and George Morris, algutzirs. Aquest any una part de la muralla pròxima al punt Cap de la muralla va ser construïda a càrrec de la corporació.» Amb la missió de protegir els vaixells atracats en els molls de la ciutat que estaven situats al costat de l'àrea que en el seu moment va ser llotja del peix i ara es coneix com a Spanish Parade (passeig espanyola).
El 1755 els arcs van ser parcialment destruïts pel sisme submarí de Lisboa. Al segle xviii la família Eyre d'Eyrecourt del Comtat de Galway, va construir uns molls nous i el passeig The Long Walk, unint l'Arc espanyol i els molls, per accedir des de la ciutat.
A través de l'Arc espanyol des del Spanish Parade s'accedeix al Galway City Museum i al passeig The Long Walk. El Comerford House contigu a l'Arc Espanyol va allotjar el Galway City Museum, de 1976 fins a 2006 quan va ser traslladat a un nou edifici just darrere.